# Riccardo Nuti
Pour les articles homonymes, voir Nuti.
Riccardo Nuti (Palerme, 22 août 1981) est un homme politique italien.

## Biographie
En 2013, il est élu député de la circonscription Sicile 1 pour le Mouvement 5 étoiles.